# Thomasomys hylophilus
Thomasomys hylophilus é uma espécie de roedor da família Cricetidae.
Pode ser encontrada nos seguintes países: Colômbia e Venezuela.